# Dactylolabis adventitia
Dactylolabis adventitia är en tvåvingeart som beskrevs av Alexander 1942. Dactylolabis adventitia ingår i släktet Dactylolabis och familjen småharkrankar. Inga underarter finns listade i Catalogue of Life.